# Blessing Ibrahim
Blessing Ibrahim (Enugu, 11 ottobre 1992) è una triplista nigeriana.

## Palmarès
| Anno | Manifestazione               | Sede        | Evento         | Risultato | Prestazione | Note |
| ---- | ---------------------------- | ----------- | -------------- | --------- | ----------- | ---- |
| 2009 | Campionati africani juniores | Bambous     | Salto in lungo | Bronzo    | 5,75 m      |      |
| 2009 | Campionati africani juniores | Bambous     | Salto triplo   | Oro       | 12,89 m     |      |
| 2010 | Campionati africani          | Nairobi     | Salto triplo   | 7ª        | 13,30 m     |      |
| 2011 | Giochi panafricani           | Maputo      | Salto triplo   | 6ª        | 13,17 m     |      |
| 2012 | Campionati africani          | Porto-Novo  | Salto triplo   | 5ª        | 13,44 m     |      |
| 2014 | Campionati africani          | Marrakech   | Salto triplo   | Bronzo    | 13,35 m     |      |
| 2015 | Giochi panafricani           | Brazzaville | Salto in lungo | 9ª        | 5,84 m      |      |
| 2015 | Giochi panafricani           | Brazzaville | Salto triplo   | Argento   | 13,52 m     |      |
| 2018 | Giochi del Commonwealth      | Gold Coast  | Salto triplo   | 5ª        | 13,48 m     |      |
| 2018 | Campionati africani          | Asaba       | Salto triplo   | 6ª        | 12,97 m     |      |